# The Saint's Vacation
Pour les articles homonymes, voir Le Saint.
Série
The Saint in Palm Springs
(1941) The Saint Meets the Tiger
(1943)
Pour plus de détails, voir Fiche technique et Distribution.
The Saint’s Vacation est un film britannique réalisé par Leslie Fenton, sorti en 1941, d'après le roman de Leslie Charteris Getaway (1932) paru en France chez Arthème Fayard sous le titre  Le Saint et l’Archiduc .

## Synopsis
Simon Templar part en Suisse pour tenter de retrouver une boîte à musique dans laquelle sont dissimulés des codes secrets. Des espions allemands la cherchent aussi.

## Fiche technique
- Réalisation : Leslie Fenton
- Scénario : Jeffrey Dell et Leslie Charteris, d'après le roman de Leslie Charteris  Getaway
- Images :  Bernard Knowles
- Musique : Bretton Byrd , Miklos Rozsa, Marr Mackie, Roy Webb
- Son : Richard Van Hessen
- Montage : Al Barnes et  Ralph Kemplen
- Production : RKO Radio Pictures
- Producteur : William Sistrom
- Distribution : RKO Radio Pictures
- Genre : film policier
- Pays :  Royaume-Uni
- Année de tournage : 1941
- Durée : 60 minutes
- Format : 35mm - noir et blanc
- Date de sortie :
  - USA : 24 mai 1941

## Distribution
- Hugh Sinclair : Simon Templar
- Sally Gray : Mary Langdon
- Arthur Macrae : Monty Hayward
- Cecil Parker : Rudolph
- Leueen  MacGrath : Valerie
- John Warwick : Gregory
- Manning Whiley  : Marko
- Felix Aylmer : Leighton
- Ivor Barnard : Emil
- Gordon McLeod : Inspecteur Teal

## Commentaires
Le roman  Le Saint et l’Archiduc , datant de 1932, a été adapté au contexte de la seconde guerre mondiale.
The Saint's Vacation est un film d'aventure de 1941 produit par la branche britannique de RKO Pictures. Le film met en vedette Hugh Sinclair dans le rôle de Simon Templar, également connu sous le nom du Saint, un combattant du crime itinérant dans le monde qui respecte la loi.
C'est la première apparition de Sinclair en tant que Templar, après avoir repris le rôle de George Sanders, qui a rejoint la série Le Faucon de RKO, Le film est le septième des neuf longs métrages produits par RKO Pictures mettant en vedette le détective suave Simon Templar et il marque un changement majeur dans la série, déplaçant la production en Angleterre.
Le film était adapté du roman de Charteris de 1932, Getaway (également connu sous le nom de The Saint's Getaway, Le Saint et l'Archiduc ) en France, et, comme tous les autres films de la série RKO Saint, des libertés considérables ont été prises avec l'histoire originale. Plus particulièrement, la période de l'histoire a été déplacée jusqu'à la Seconde Guerre mondiale, les méchants de la pièce étant des nazis. Le scénario du film ne tient pas compte du fait que Getaway était en fait le troisième roman d'une trilogie qui comprenait les œuvres précédentes The Last Hero (Le dernier héros) et Knight Templar (L'héroïque Aventure). A l'inverse des autres films de la série du Saint, Charteris lui-même a co-écrit le scénario. De plus, contrairement aux précédents films de Saint, qui ont été produits à Hollywood, The Saint's Vacation a été produit et filmé au Royaume-Uni.
À l'époque, il était courant que des héros de fiction populaires soient associés à des récits de combats contre les nazis, en ce sens le film de Leslie Fenton du Saint évoque celui de Sherlock Holmes/Basil Rathbone : Sherlock Holmes et l'Arme secrète de 1942.

## Hugh Sinclair, le nouveau Saint
Comme James Bond, Simon Templar voit ses interprètes se succéder.Hugh Sinclair (1903-1962) est le troisième comédien à incarner le rôle, cette-fois dans un univers plus proche des romans de Leslie Charteris. Le Saint et l'Archiduc  est actualisé à la décennie suivante de son écriture. Sinclair ne tournera que deux Saint et il demeure l'un des interprètes du rôle les moins connus.

## DVD
Le film a été édité en DVD par les éditions Montparnasse.